# Stelis purpurea
Stelis purpurea är en orkidéart som först beskrevs av Hipólito Ruiz López och Pav., och fick sitt nu gällande namn av Carl Ludwig von Willdenow. Stelis purpurea ingår i släktet Stelis och familjen orkidéer. Inga underarter finns listade i Catalogue of Life.

## Bildgalleri

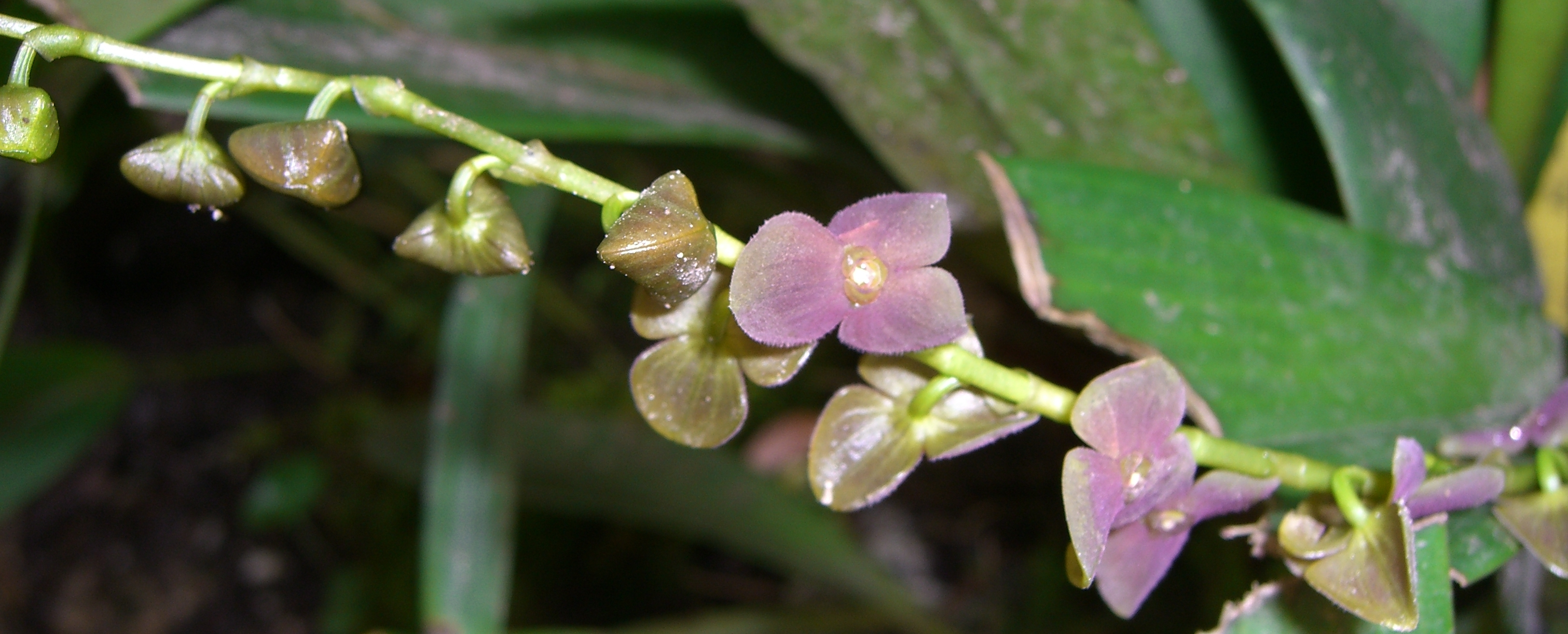